# 狄奥多拉 (狄奥斐卢斯之妻)
狄奥多拉（希腊语：Θεοδώρα；约815年-约867年），有时也被称作亚美尼亚人狄奥多拉或受祝福的狄奥多拉，830-842年间是拜占庭皇帝塞奥菲鲁斯之妻、拜占庭帝国皇后。丈夫死后儿子米海尔三世年幼，她于842-856年摄政。她最有名的事迹是终结了拜占庭帝国的第二次圣像破坏时期（814-843年），她也因此被正教会视为圣人。虽然她在位时，拜占庭帝国失去西西里岛大部，重夺克里特岛的努力也告失败，但她在其他方向的对外政策上十分成功，到856年时，拜占庭帝国面对保加利亚帝国与阿拔斯王朝都占了上风，伯罗奔尼撒半岛的斯拉夫部落也被迫向帝国纳贡，且达成这些目标并没有使帝国的黄金储备减少。
狄奥多拉可能有亚美尼亚血统，出身于帕夫拉戈尼亚一个经营商业，也入朝担任军官的乡村家族。830年她被皇帝塞奥菲鲁斯的继母欧芙洛绪涅选中，参加了这位青年皇帝的选后仪式并被选中，并于当年6月5日加冕为皇后。塞奥菲鲁斯是个圣像破坏派，在全帝国反对崇拜圣像，狄奥多拉则是圣像崇拜者，但我们并不清楚塞奥菲鲁斯对此有多少认识。担任皇后期间，狄奥多拉正常地参与帝国事务与典礼仪式，与皇帝生了七个孩子，但继续秘密地崇拜圣像。842年1月20日，塞奥菲鲁斯死于痢疾，时年很可能不足30岁，垂死之时，他任命狄奥多拉为年仅两岁的儿子米海尔三世的摄政，并指定一批辅政大臣，其中最杰出的是宦官、“书记（λογοθέτης）”狄奥克蒂斯托斯，他与狄奥多拉的关系此后变得相当紧密。 
狄奥多拉证明了自己确有能力统治一个帝国，尽管她开始执政时年龄不满三十，但她领导有方，获得了众人的忠心，而且她手下的官员都经验丰富，帝国之内也没有明显的争夺权力的对手。她在全帝国重新推行圣像崇拜，没有造成太多问题，但在宗教领域，她也残酷地镇压了安纳托利亚东部的“异端”保罗派。对外关系上，无需太多军事手段，她就以外交手段阻止了保加尔君主普列西安、鲍里斯一世入侵帝国的计划；在东线，拜占庭军攻克并劫掠了奇里乞亚的阿纳扎尔布斯城，从而在此后一段时间内暂时终结了阿拉伯人的威胁。
小皇帝米海尔三世逐渐长大，他担心狄奥多拉会像女皇伊琳娜一样废黜儿子而单独统治，狄奥多拉拒绝让他自己挑选妻子更是激怒了他，于是他召回了正被流放的舅舅、狄奥多拉的兄弟巴尔达斯，并与他合谋于855年11月刺杀了权臣狄奥克蒂斯托斯。狄奥多拉对此感到愤怒，无法安抚母亲的米海尔三世与856年3月15日将她废黜，成为唯一的统治者。狄奥多拉一开始继续住在皇宫中，但857或858年，她与几个女儿一起被驱逐到塞浦路斯岛加斯特里亚的修道院。她可能于863年左右被赦免，再次履行一些礼仪职责，并于867年米海尔三世被共治皇帝巴西尔一世谋杀后不久去世。

## 家庭背景与早年生活
狄奥多拉于约815年出生于帕夫拉戈尼亚埃比萨（Ebissa）。她的父亲名叫马里诺斯（Marinos），曾担任帝国的“分队长（δρουγγάριος，营级单位的指挥官）”与“中队长（τουρμάρχης，“分队”的上级军事单位中队的指挥官）”，在830年之前的某个时间去世，她的母亲名叫狄奥克蒂斯特·菲洛尼娜。狄奥多拉有五个兄弟姐妹，包括兄弟巴尔达斯、佩特罗纳斯与姐妹索菲亚、玛利亚与伊琳娜，伊琳娜可能嫁给了著名将领狄奥佛波斯。
狄奥多拉的家族居住在帕夫拉戈尼亚乡间，一般认为他们有亚美尼亚血统，但并没有同时代的史料称狄奥多拉是亚美尼亚人。过去学术界猜测她的家族可能与亚美尼亚大族马米科尼扬家族有关，但现有的史料并不足以证明这一点。可确定的是，狄奥多拉的家族与居住在首都的一些亚美尼亚家族有联系，她的叔伯亚美尼亚人曼努埃尔是帝国的著名将领，曾于819-820年短暂管辖帝国在亚洲的所有五个省份。她的家族可能也参与黑海贸易，并拥有商船。目前并不清楚狄奥多拉的家人（除曼努埃尔外）在她成为皇后之前是否已有与帝国政府的紧密联系或稳固的政治地位。

## 皇后生涯

### 选妃与结婚

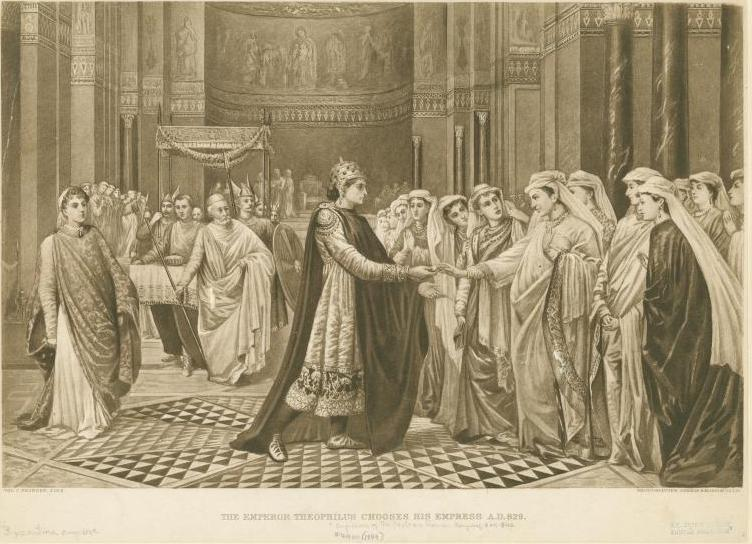
19世纪的画作，描绘皇帝塞奥菲鲁斯在继母欧芙洛绪涅主办的选后仪式上选中了狄奥多拉

830年，塞奥菲鲁斯的继母欧芙洛绪涅为刚刚继位的年轻皇帝举办了一场选后仪式，为此她派官员聚集各省最美丽且出身高贵的女子，并在其中再次精挑细选了一批候选人。塞奥菲鲁斯生于812或813年，于821年被父亲米海尔二世加冕为共治皇帝，829年父亲去世后成为执政的皇帝。拜占庭帝国自他父亲的前任利奥五世（813-820年在位）开始恢复了圣像破坏政策，塞奥菲鲁斯也支持破坏圣像。
塞奥菲鲁斯也急于娶妻，把选妻仪式办得十分壮观，让候选者在皇宫中一处新建成的宏伟大厅聚集。最终他选中了狄奥多拉，并把金苹果递给她以示选择。10世纪的编年史家“书记”西蒙记载，塞奥菲鲁斯先是被另一位姑娘卡西娅（后来成为著名的诗人与作曲家）的美丽所震撼，愤世嫉俗地说“罪孽通过女人来到男人身上”（指夏娃），正如学者朱迪斯·赫林所言，这是“一种吸引未来妻子的不幸手段”；结果对方回应称“更好的事物也是通过女人开始”（指圣母玛利亚）。塞奥菲鲁斯吃惊于她大胆的回应，走过她身边，把金苹果给了狄奥多拉。学者沃伦·崔德戈德指出，狄奥多拉“美丽、聪慧、适应能力强，与皇帝十分相配，但塞奥菲鲁斯似乎一开始并没有意识到他的新娘与他的继母欧芙洛绪涅一样，都是偶像崇拜者”。830年6月5日，狄奥多拉在达芙妮的圣斯蒂芬教堂被加冕为皇后，随后他们在圣索菲亚大教堂举行婚礼。

### 皇后活动

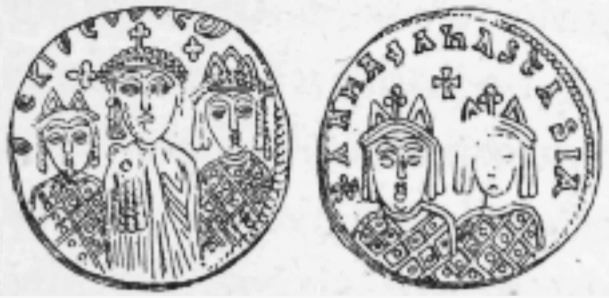
塞奥菲鲁斯时期铸造的一枚不寻常的硬币：正面皇帝居中，右边是妻子狄奥多拉，左边是女儿特克拉 (塞奥菲鲁斯之女)，背面则是更小的两个女儿安娜（左）和阿纳斯塔西娅（右）

完成加冕后，狄奥多拉向君士坦丁堡牧首及其他神职人员每人奉献了6.8公斤黄金，并捐赠23公斤黄金给拜占庭元老院。狄奥多拉的皇后生涯大多花在生孩子及照顾孩子上，她与塞奥菲鲁斯有七个孩子：儿子有君士坦丁、米海尔（未来的米海尔三世），女儿有塞克拉、安娜、阿纳斯塔西娅、普尔喀利亚（Pulcheria）和玛利亚。君士坦丁曾短暂地被加冕为共治皇帝，但在两岁时溺死在皇宫的水窖里。与许多皇帝不同，塞奥菲鲁斯为自己的女儿们感到自豪，其中较年长的塞克拉、安娜、阿纳斯塔西娅于9世纪30年代末被提升为“奥古斯塔（αὐγούστα）”，并为此发行了不同寻常的硬币：正面是塞奥菲鲁斯、狄奥多拉、塞克拉的人像，背面则是安娜和阿纳斯塔西娅。这对夫妇的孩子中，前三个就是这三位皇女，君士坦丁排行第四，接下来是普尔喀利亚和玛利亚，米海尔排行老幺。
皇室夫妻间的关系并不总是那么好。839年，塞奥菲鲁斯与狄奥多拉的侍从发生了婚外情，她对此十分生气，将其公之于众，皇帝随后结束了这段关系，并向妻子道歉，为了表达歉意，还为女儿们修建了卡里阿诺斯宫（Karianos）。根据一段很可能是虚构的记载，塞奥菲鲁斯在港口发现一艘华丽的商船后，夫妻又爆发了争吵，原来皇帝向他人询问后，被告知这艘船属于他的妻子，他认为商业与皇室生活格格不入，所以惊呼：“什么！我的妻子竟把我这个皇帝变成了商人？”，并立即下令将船只及上面的货物焚毁。

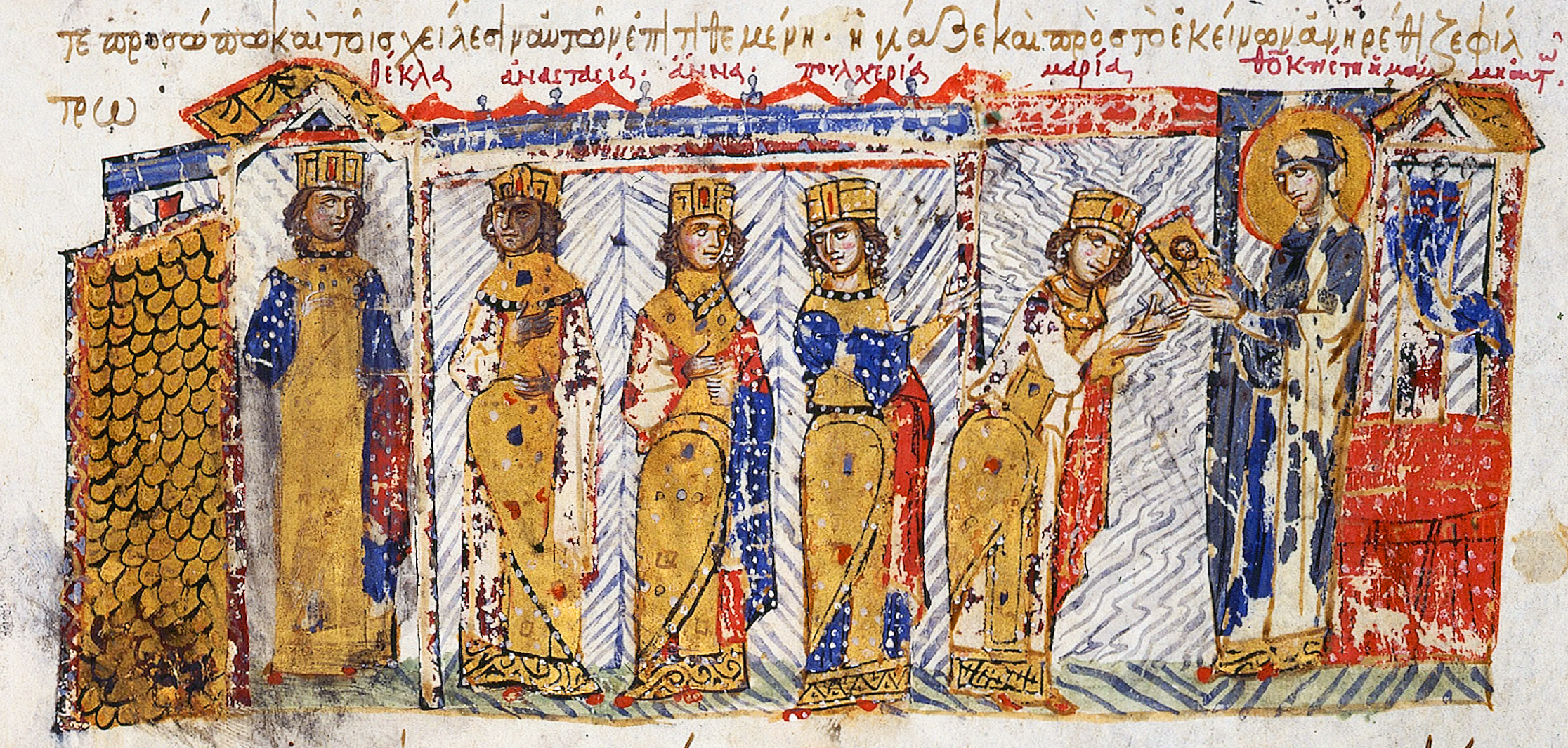
《马德里的斯基里泽斯历史抄本》插图：狄奥多尔的女儿们在外祖母狄奥克蒂斯特 (Note: 我们不清楚为什么这里描绘的是狄奥多拉的母亲而非实际负责教导孩子们的塞奥菲鲁斯的继母欧芙洛绪涅。)的引导下崇拜圣像

塞奥菲鲁斯在位期间，狄奥多拉不顾丈夫的政策，继续秘密崇拜圣像。我们难以弄清她的“异端”实践到了哪个地步，也不清楚塞奥菲鲁斯在多大程度上意识到了这一事实。鉴于皇宫中女性居室的隐私性，狄奥多拉很有可能能够保守自己的秘密。如果她的丈夫确实发觉了，我们也难以知道宗教分歧会在多大程度上影响他们的私人关系。某一时刻，她曾说服丈夫释放了被囚的圣像绘制者画家拉撒路。她还经常送女儿们到外祖母狄奥克蒂斯特830年后隐居的修道院，在那里瞒着塞奥菲鲁斯教导她们崇拜圣像。较大的女儿们足够聪明，知道对此保持沉默，但仅有两岁的小女儿普尔喀利亚（Pulcheria）于839年年中偶然告诉父亲，修道院里有存放在盒子里的“漂亮娃娃”，旁人会把它放到她们脸旁，叫她们亲吻它。愤怒的塞奥菲鲁斯禁止女儿们与狄奥克蒂斯特见面，可能还强迫岳母离开修道院。但狄奥多拉与狄奥克蒂斯特的秘密圣像崇拜教导已经取得了成功，狄奥多拉与塞奥菲鲁斯的孩子们长大后没有成为圣像破坏派的。
狄奥多拉与丈夫一起出席了许多公共典礼，虽然她在成为皇后之前基本没有见识过这类活动，但没有证据表明她在仪式上犯过错，或许她得到了太后欧芙洛绪涅的帮助。她还参与了庆祝丈夫军事成就的活动，与他一同参加831、837年的凯旋式，还为初次得胜的皇帝及他的将领在希里亚举行了特别的迎接仪式。在位12年后，塞奥菲鲁斯于842年1月20日死于痢疾，时年很可能不满30岁。临死前，他向朝臣与官员们发表了精彩的演讲，要求他们捍卫自己的妻子和年仅两岁的儿子米海尔三世的权利。

## 统治

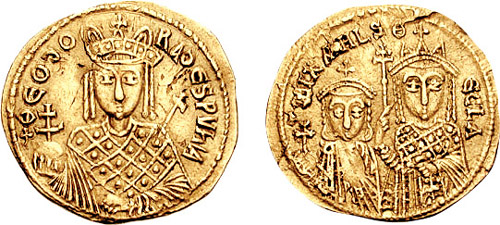
狄奥多拉统治第一年铸造的金币，正面只有狄奥多拉的肖像，背面则是她的女儿特克拉 (塞奥菲鲁斯之女)与儿子米海尔三世，值得注意的是特克拉的形象比她弟弟更突出

842年塞奥菲鲁斯死后的情况正与780年利奥四世死后的情况相似：一位破坏圣像的皇帝死去了，留下了崇拜圣像的皇后与未成年的皇子。利奥四世的妻子伊琳娜后来废黜了自己的儿子君士坦丁六世，自己成为女皇，但狄奥多拉没有她那么绝情，也没必要以过激的手段确保自己的权力。尽管当时她还不满三十岁 ，但她是个有能力激发下属忠心的统治者，而且还有一群忠诚且有能力的顾问。狄奥多拉没有再婚，使得她能够维持自己的独立与权威。

狄奥多拉主要的顾问与支持者包括她自己的兄弟巴尔达斯、佩特罗纳斯，她的近亲塞尔吉欧斯·尼基提阿特斯，还有宦官、“书记（λογοθέτης）”狄奥克蒂斯托斯，大多数顾问和她一样都是圣像崇拜者，虽然其中部分（包括狄奥克蒂斯托斯）直到不久之前还是圣像破坏派。狄奥克蒂斯托斯及巴尔达斯（有可能）是塞奥菲鲁斯临死前任命的协助狄奥多拉的大臣，皇帝还任命了她的叔叔曼努埃尔，但他可能在此时已去世。出于之前伊琳娜执政的教训，塞奥菲鲁斯可能觉得任命这些有经验的官员来辅助狄奥多拉十分重要，没有证据表明他是考虑她的宗教倾向才选择这些官员。开始执政后不久，一位名叫西蒙（Symeon）的隐居圣人就批评了她，狄奥多拉则回应称：“既然你已经得出了这个结论，就离开吧。我已经自丈夫那里学到了如何以坚定的手掌控帝国，你会明白的。”

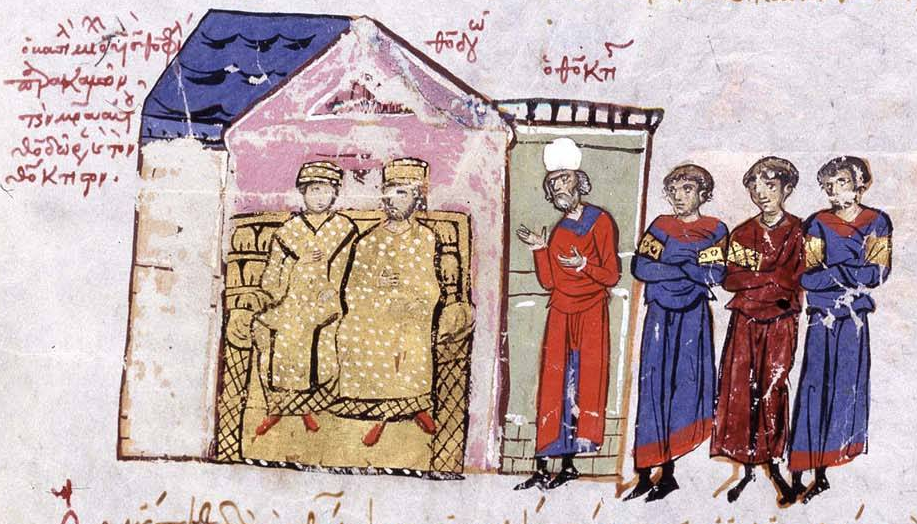
《马德里的斯基里泽斯历史抄本》插图：米海尔三世及狄奥多拉与朝臣会面，其中包括狄奥克蒂斯托斯（戴白帽者）

关于狄奥多拉权力的范围，现代学术中有一些争议。《牛津拜占庭辞典》（1991年）指出狄奥克蒂斯托斯}在这段时期有效掌权。伯里在《东部罗马帝国史》（A History of the Eastern Roman Empire，1912年）中指出，狄奥多拉的地位与伊琳娜为君士坦丁六世摄政时期非常相似，帝国政治权力由狄奥多拉与未成年的米海尔三世共同行使，事实上的帝国权威只是“暂时移交给母亲”。现代学者琳达·加兰指出，很难判断狄奥多拉和狄奥克蒂斯托斯谁在这段摄政时期负更主要的责任，但两人都“在统治方面非常成功”；不管狄奥克蒂斯托斯确实在王座之后掌握大权，还是真的只是个顾问，他都是个长期接触事物的高级政府官员，必定在狄奥多拉统治时期对帝国的政策有所贡献与影响。处理国家事务、任命官员、外交事务（包括向保加利亚、阿拔斯王朝、教皇派遣使节）等在史书记载中都是由狄奥多拉进行的。
狄奥多拉掌权第一年所铸造的硬币上，狄奥多拉的人像（而不是米海尔三世）单独占据正面，省略了其他摄政者，米海尔三世与狄奥多拉的长女塞克拉的人像则出现在背面，且硬币上的人物上只有狄奥多拉标明了头衔“主女”（δέσποινα）。很明显，她在硬币上被描绘成主要统治者。这批硬币旨在树立狄奥多拉的个人权威，并将其权力与年幼的继承人联系起来。她的长女塞克拉在硬币上的出现也将其与皇权联系起来，表明她成为了与米海尔共治的女皇，她的人像甚至比弟弟米海尔三世更突出。在狄奥多拉统治的早期，皇室印章上的狄奥多拉、塞克拉、米海尔三世都标上了“罗马人的皇帝”头衔，而后期的硬币一般在一面印全能基督圣像，另一面则是狄奥多拉与米海尔三世。

### 恢复圣像崇拜

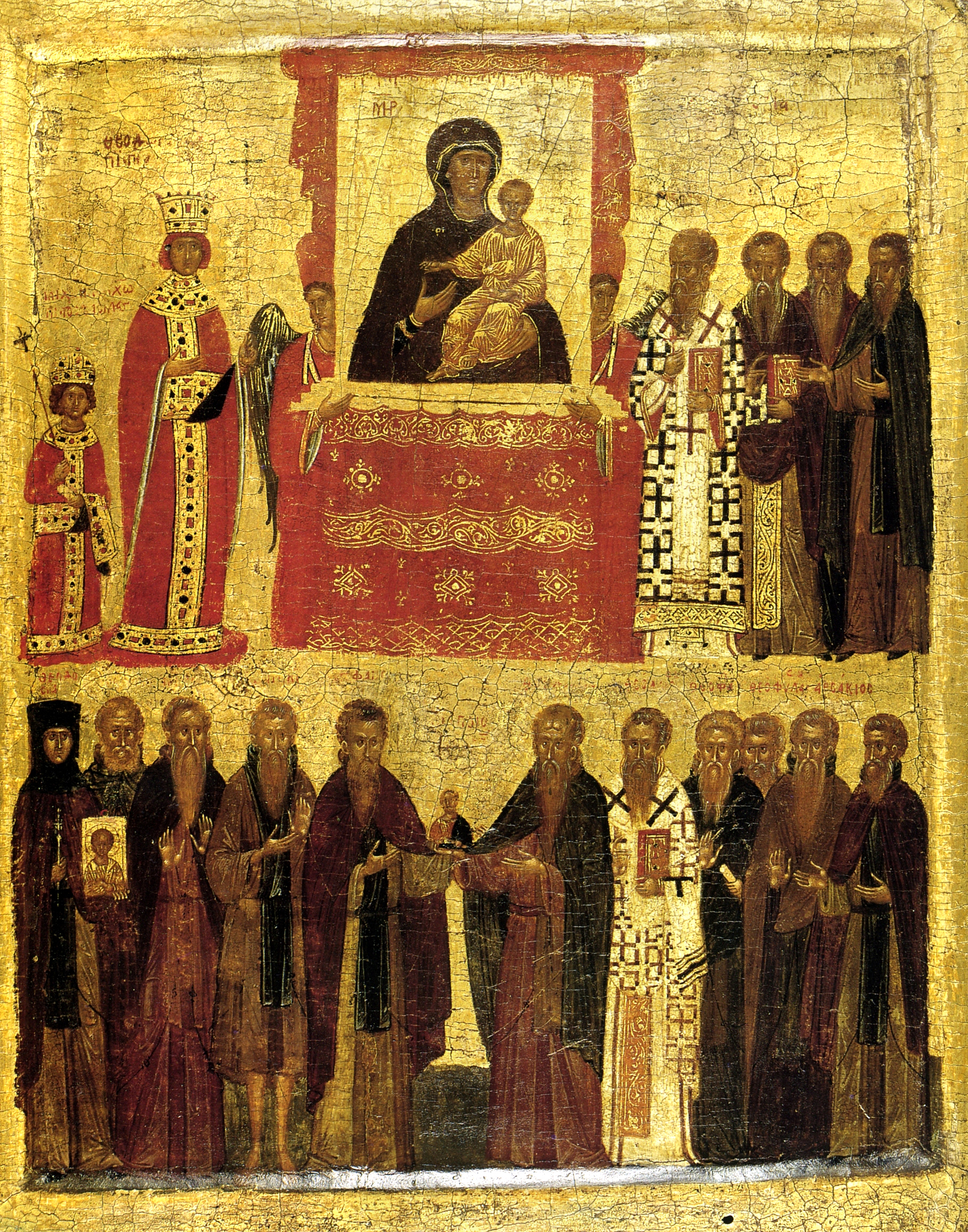
14世纪末或15世纪初创作的描绘“正统教义的胜利”的圣像。画面左上角是狄奥多拉与米海尔三世，右上则是君士坦丁堡牧首美多德一世 (君士坦丁堡牧首)。

843年3月，即塞奥菲鲁斯去世仅14个月以后，狄奥多拉在得到众多支持的情况下恢复了圣像崇拜，结束了拜占庭圣像破坏运动的第二阶段（814年-843年）。为了抵消反对意见，保存丈夫的遗誉，她还声称塞奥菲鲁斯在临死之前转向崇拜圣像，这个“故事”也有利于避免塞奥菲鲁斯的圣像破坏政策影响米海尔三世未来的统治。虽然一般来讲信仰政策是皇权与教会机构共同制定，但帝国境内几乎所有的主教都被迫支持圣像破坏主义，因此，狄奥多拉转而召集一群官员、廷臣与神职人员商讨。这次会议的主要参加者有狄奥多拉本人、狄奥克蒂斯托斯、塞尔吉欧斯·尼基提阿特斯与狄奥多拉的两个兄弟；这更像是讨论家庭事务而非召开大型宗教会议。这一群人在狄奥克蒂斯托斯的家里碰头，决定接受第二次尼西亚公会议（787年召开，决议反对圣像破坏主义）的决议，谴责圣像破坏主义。
支持圣像破坏主义的君士坦丁堡牧首约翰七世被废黜，崇拜圣像的美多德一世取而代之。整个过程相对平静，约翰起初拒绝离开牧首官邸，并展示了据称是皇家卫队弄出来的腹部伤口，但这更像是他的自导自演。约翰被放逐到博斯普鲁斯海峡沿岸的一座修道院，但他仍然制造麻烦，命令仆人戳出圣像的眼睛，于是狄奥多拉下令鞭打他200下（一开始的想法是弄瞎他的眼睛）。成为牧首后，美多德一世几乎罢免了帝国境内的所有主教，因为他们都曾反对过第二次尼西亚公会议的决议。843年3月11日，圣索菲亚大教堂举行了盛大的游行仪式，以庆祝圣像崇拜的恢复，这一天成为东正教的正信凯旋主日，得到长久的纪念。 
为纪念恢复圣像崇拜而进行的另一项象征性活动是亵渎圣像破坏运动的代表人物、皇帝君士坦丁五世（741-775年在位）的坟墓。他的遗体被人从位于圣使徒教堂的坟墓中移出并焚毁，骨灰则被播撒，确保他死无葬身之地。他的坟墓被女皇伊琳娜的坟墓取代，女皇的遗体则从原葬处王子岛（Πρίγκηπος，今比于卡达岛）运到君士坦丁堡，与丈夫的遗体团聚，与帝国的其他君主同在一处，作为一位圣像崇拜派英雄的安息之地，她的坟墓得到了后人的纪念。狄奥多拉对伊琳娜的敬重可能是因为她是帝国的上一位女性统治者，而且她也曾恢复圣像崇拜。
圣像破坏主义随后快速消失，但集中在安纳托利亚东部的另一大“异端”保罗派的信徒给帝国造成了更大的威胁。保罗派信奉身心二元论，因为他们拒斥现实世界，因而也反对圣像崇拜。恢复圣像崇拜后不久，狄奥多拉就派军队镇压保罗派，下令杀害所有不愿“完全回归正道”的信徒。最终虽然有一部分信徒皈依，但仍有数千人被杀，还有许多人逃到帝国边境之外，梅利特内（今马拉蒂亚）埃米尔欧麦尔·艾格泰厄把他们安置到阿拔斯哈里发国与拜占庭帝国之间的无人地带，并将他们置于自己的保护之下。

### 国际政策

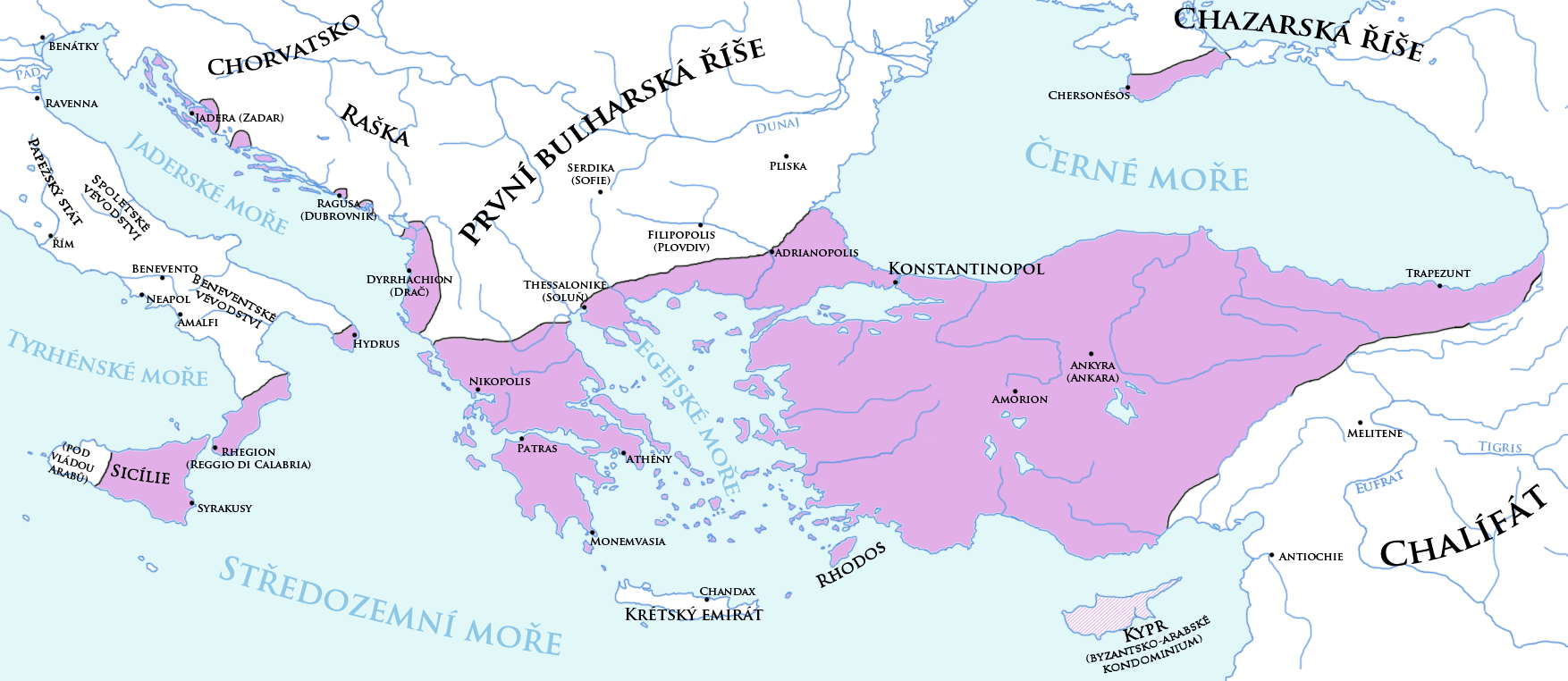
842年狄奥多拉统治开始时的拜占庭帝国疆域

为了证明圣像崇拜也能像圣像破坏教义一样为帝国带来胜利，狄奥多拉与853年后半年组织了旨在收复克里特岛的远征，这座岛在几十年前被阿拉伯人征服。 远征军由塞尔吉欧斯·尼基提阿特斯与狄奥克蒂斯托斯统帅，初期相当顺利，他们成功在岛上登陆，开始围攻阿拉伯人的堡垒，还建立了克里特军区。但狄奥多拉准备拥立一位新皇帝，且人选可能是她的兄弟巴尔达斯的流言传到了狄奥克蒂斯托斯耳朵里，后者十分担忧，抛弃军队回到了君士坦丁堡。这一流言并不是事实，狄奥多拉更想自己掌握权力，但狄奥克蒂斯托斯也无法重返克里特岛了，因为他被派去抵御梅利特内（今马拉蒂亚）埃米尔欧麦尔·艾格泰厄对小亚细亚的入侵，但他率领的拜占庭军在毛罗波塔诺斯战役中被对方击败。854年，克里特岛的阿拉伯人发动反击，摧毁了岛上的拜占庭军，杀死了尼基提阿特斯。拜占庭在毛罗波塔诺斯战败的部分原因是一部分军队逃离，狄奥克蒂斯托斯将其责任推到巴尔达斯身上，并说服狄奥多拉流放了自己的兄弟。狄奥多拉可能也担心巴尔达斯怀有自己的野心，所以没有强烈反对流放他的建议。尽管军事上失败，狄奥克蒂斯托斯的威望没有下降，他仍在帝国宫廷里掌权。圣像破坏派并没有大肆利用这些失败来宣传自己，圣像崇拜没有受到挑战。
除了东部的几次小规模袭击以及西西里的大规模交战之外，狄奥多拉治下的帝国基本没有受到阿拉伯人的更多威胁，帝国整体上享受了一段相对较长的和平时期。846年，保加尔汗普列西安一世以与帝国的三十年和约到期为借口，劫掠了色雷斯与马其顿，不过帝国军队成功将他击退，迫使他签订了新的和约。848年，狄奥多拉又组织一支军队远征遭到阿拉伯人入侵的西西里岛，但被敌军击败。851-854年，塔尔苏斯的埃米尔阿里·本·叶海亚·艾尔麦尼连续几年于夏季出兵劫掠帝国领土，可能他认为孤儿寡母统治的帝国会十分衰弱，尽管这些劫掠没有造成多大损失，狄奥多拉仍决心报复；853年-854年，她两次派遣小股部队袭击埃及海岸。853年，拜占庭军焚毁了埃及的杜姆亚特城，855年，拜占庭军入侵了阿里的领地，攻陷并劫掠了阿纳扎尔布斯城，带走2万名俘虏，其中一部分人因拒绝皈依基督教而被狄奥克蒂斯托斯下令处决。从后代编年史家的记载来看，这些胜利，尤其是阿纳扎尔布斯城的沦陷给阿拉伯人留下了很深的印象。

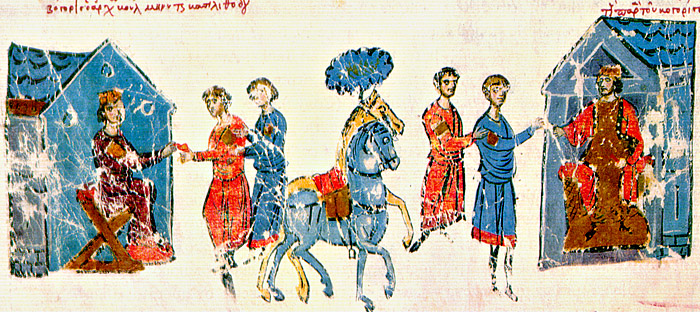
《马德里的斯基里泽斯历史抄本》插图：保加利亚的鲍里斯一世与狄奥多拉互派使节

拜占庭军洗劫阿纳扎尔布斯后不久，因为与帝国签订的和约再次到期，保加尔的新君主鲍里斯一世又开始威胁帝国，但这一次，拜占庭帝国未动用武力就说服他续签条约。后来的史家记载了一个可能有点异想天开的故事：狄奥多拉告诉鲍里斯，如果他入侵帝国，她就会亲自率军抵抗，而战胜一个当政的女人很难算是什么伟大成就。
狄奥多拉掌权的时期结束时，帝国面对保加尔与阿拔斯哈里发国已占了上风，定居伯罗奔尼撒半岛的斯拉夫部落也被迫向帝国纳贡。狄奥多拉在维持塞奥菲鲁斯的士兵高军饷政策的情况下，仍使帝国财政稍有盈余，甚至还少量增加了帝国的黄金储备。

### 丧失权力

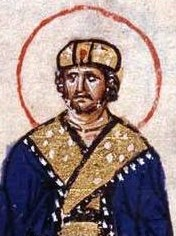
《马德里的斯基里泽斯历史抄本》插图：866年亲政的米海尔三世

855年，米海尔三世已经年满十五岁，已经接近能独立统治的年龄。根据“书记”西蒙的记载，他结交了情妇优多基娅·英格利娜，并在后来为了维持关系而把她形式上嫁给了朋友、后来的共治皇帝巴西尔；但这种说法遭到了质疑，因为西蒙的中立性存在争议，当时的其他史料也没有提及这一计划，所以学者奥斯特洛格尔斯基、尼古拉斯·阿多茨都不认可这一说法。不管此事究竟如何，可确定的是狄奥多拉的统治十分成功，而且她和狄奥克蒂斯托斯都不喜欢米海尔三世，因为他不喜政事，沉迷于赛车竞技、饮酒和与情妇优多基娅·英格利娜共度时光。狄奥多拉希望婚姻能让他走上正道，于是为他组织了选妻仪式，虽然优多基娅获准参加，但狄奥多拉与狄奥克蒂斯托斯以她不是处女为由取消了她的资格，米海尔被迫与优多基娅·德卡波利蒂萨结婚。
米海尔三世因无法选择自己的新娘而感到郁闷，决定推翻自己的母亲与其他摄政大臣。他还因毫无根据的谣言而担忧，流言宣称狄奥多拉计划再婚（可能是与狄奥克蒂斯托斯）或是将米海尔的姐妹们嫁给合适的贵族。这一由皇帝的舅舅巴尔达斯散播的谣言还宣称狄奥多拉将要效法伊琳娜女皇，保留权力并废黜、致盲米海尔，把其他人抬到皇位上。在外流亡多年后，巴尔达斯被米海尔召回首都，二人合力于855年11月刺杀了狄奥克蒂斯托斯。这一阴谋还得到了卡洛玛利亚（Kalomaria，狄奥多拉的姐妹）与狄奥法内斯（Theophanes，“皇家衣橱”即财政部门的首脑）的支持，最初他们可能没有计划杀死狄奥克蒂斯托斯，只是想将其罢黜并流放，但米海尔三世在政变的关键时刻命令卫兵将他杀死。10世纪史家杰内修斯的记载称狄奥多拉得知了情况并赶来救援，但被阴谋者之一吓走。
狄奥克蒂斯托斯是她的朋友与信赖的人，狄奥多拉因他的死而心烦意乱，她对米海尔与其他阴谋者的愤怒持续了几个月，史书记载她还曾指责儿子杀死了“扮演他的第二位父亲角色”的男人。由于无法安抚母亲，米海尔于856年3月15日宣称自己为单独在位的皇帝，正式废黜了她的女皇地位，剥夺了她的“奥古斯塔”头衔。 狄奥多拉被废的最后一根稻草可能是她涉及刺杀巴尔达斯的阴谋的传言，也可能是一群元老希望恢复她的统治（尽管被她本人拒绝）。她接受了被废的事实以避免因争权夺利引发灾祸，平静地退出政治生活。

## 晚年生活与后世评价
狄奥多拉继续住在皇宫中，直到857年或858年她与女儿们被放逐到位于塞浦路斯岛加斯特里亚的修道院，不过牧首伊格纳提欧斯拒绝为她们剃发，理由是她们出家并非自愿。后世编写的史料记载，在流放期间，狄奥多拉对几位因各种原因前来寻求她的保护的人十分同情，对他们施以援手。 她可能于863年左右被准许返回，米海尔三世准许她履行一些仪式职责，可能又恢复了她的“奥古斯塔”头衔。狄奥多拉仍然憎恨在米海尔三世治下身居高位的巴尔达斯，866年左右，她送给他一件对他来说过小的束腰外衣，其上绣有金色的鹧鸪（耶利米书17：11，那不按正道得财的，好像鹧鸪 抱不是自己下的蛋。到了中年，那财都必离开他，他终久成为愚顽人），象征他的奸诈。
狄奥多拉与米海尔则在两人的生命都接近结束时和解了。867年秋天，狄奥多拉邀请米海尔于9月25日共进晚餐，两人似乎都在采取措施确保这次晚宴成为愉快的场合，但这次晚宴并没能举行，因为米海尔的朋友、共治皇帝巴西尔于预定日期的前一天晚饭后杀死了米海尔。长期以来，狄奥多拉并不信任巴西尔，但她也无力对付他。米海尔的葬礼上，她与女儿们共同出席，为他的尸体而哭泣，这也是她最后一次出现在历史记载中。米海尔死后不久，狄奥多拉也于同年去世，葬于|加斯特里亚的修道院。 
狄奥多拉受到后世的尊敬，并成了人们记忆中的伟大君主，这既是因为她结束了圣像破坏运动，也是由于她在对外事务方面的成功。因为她恢复了圣像崇拜，东正教会尊她为圣人，2月11日为她的纪念日。学者琳达·加兰德（Lynda Garland）评价他是“一位性格坚定的女人，能够毫不费力地把她的兄弟们排除在权力之外，在必要时敢于说出自己的想法，完全有能力统治一个帝国”。

## 引用
1. ↑  Theodora （页面存档备份，存于） in the Encyclopædia Britannica
2. ↑  Karagianni 2013，第15, 22頁.
3. 1 2  Elton 1825，第304頁.
4. ↑  Karagianni 2013，第22頁.
5. ↑  Marciniak & Nilsson 2020，第386頁.
6. ↑  Baumstark 2011，第128頁.
7. ↑  Bussell 1910，第xiii頁.
8. ↑  Greenwalt 2002，第344頁.
9. 1 2 3 4  Treadgold 1997，第438頁.
10. 1 2 3 4 5 6 7 8 9 10 11 12  ODB，第2037頁.
11. 1 2 3 4 5 6  Garland 1999，第96頁.
12. ↑  Herrin 2002，第186頁.
13. ↑  Herrin 2002，第185頁.
14. ↑  Kaldellis 2019，第172頁.
15. ↑  ODB，第1279頁.
16. ↑  Herrin 2002，第188頁.
17. 1 2 3  Treadgold 1997，第437頁.
18. 1 2 3 4 5 6  Garland 1999，第98頁.
19. 1 2 3  Herrin 2002，第190頁.
20. ↑  Bury 1912，第82頁.
21. ↑  Bury 1912，第84頁.
22. ↑  Herrin 2002，第200–201頁.
23. 1 2  Herrin 2002，第171頁.
24. 1 2 3  Herrin 2002，第191頁.
25. 1 2 3 4  Garland 1999，第99頁.
26. 1 2 3  Herrin 2002，第192頁.
27. 1 2  Garland 1999，第100–101頁.
28. ↑  Herrin 2002，第181頁.
29. 1 2 3  Herrin 2013，第76頁.
30. 1 2 3  Garland 1999，第100頁.
31. 1 2  Herrin 2013，第62頁.
32. ↑  Herrin 2013，第105頁.
33. ↑  Herrin 2002，第199頁.
34. 1 2  Treadgold 1997，第445頁.
35. ↑  ODB，第2066頁.
36. 1 2 3 4 5 6 7  Treadgold 1997，第446頁.
37. 1 2  Herrin 2013，第30頁.
38. 1 2  Herrin 2002，第2頁.
39. ↑  Bury 1912，第144, 159頁.
40. ↑  Garland 1999，第103頁.
41. ↑  Herrin 2002，第216頁.
42. 1 2 3 4  Garland 1999，第102頁.
43. 1 2  Herrin 2002，第202頁.
44. ↑  Herrin 2013，第66頁.
45. ↑  Greenwalt 2002，第343–344頁.
46. ↑  Herrin 2013，第327頁.
47. 1 2  Herrin 2013，第213頁.
48. ↑  Herrin 2002，第204頁.
49. 1 2  Garland 1999，第101頁.
50. 1 2 3 4 5  Treadgold 1997，第447頁.
51. 1 2  Herrin 2002，第213頁.
52. ↑  Herrin 2013，第211頁.
53. ↑  Herrin 2013，第204, 211頁.
54. 1 2  Treadgold 1997，第448頁.
55. 1 2 3 4 5 6  Garland 1999，第104頁.
56. ↑  Herrin 2002，第215頁.
57. ↑  Treadgold 1997，第448–449頁.
58. 1 2 3 4  Treadgold 1997，第448–450頁.
59. 1 2 3 4  Herrin 2002，第236頁.
60. 1 2 3 4 5 6 7 8 9  Treadgold 1997，第450頁.
61. ↑  Ostrogorsky 1956，第233頁.
62. 1 2  Herrin 2002，第226頁.
63. 1 2 3 4  Garland 1999，第105頁.
64. 1 2 3  Herrin 2002，第228頁.
65. 1 2  Treadgold 1997，第451頁.
66. 1 2 3 4 5  ODB，第2038頁.
67. ↑  Herrin 2002，第232頁.
68. ↑  Herrin 2002，第229頁.
69. ↑  Herrin 2002，第232–233頁.
70. ↑  Garland 1999，第107頁.
71. ↑  Garland 1999，第108頁.